# Yvetta Polláková
Yvetta Polláková, coniugata Paulovichová (Prešov, 4 maggio 1953), è un'ex cestista cecoslovacca.

## Carriera
Con la Cecoslovacchia ha disputato i Giochi olimpici di Montréal 1976, due edizioni dei Campionati mondiali (1971, 1975) e tre dei Campionati europei (1972, 1974, 1976).